# 都城市立有水小学校
都城市立有水小学校（みやこのじょうしりつ ありみずしょうがっこう）は、宮崎県都城市高城町有水にある公立の小学校。

## 概要
歴史
1875年（明治8年）創立。現校名となったのは2006年（平成18年）。2025年（令和7年）に創立150周年を迎える。
校章
六芒星を背景にして、中央に校名の「有水」の文字（縦書き）を配している。
校歌
1963年（昭和38年）制定。作詞は長嶺宏、作曲は海老原直による。歌詞は3番まであり、3番の歌詞中に校名の「有水」が登場する。
通学区域
「都城市高城町」のうち、「13～20自治公民館」。中学校区は都城市立有水中学校。

## 沿革
- 1875年（明治8年）10月13日 - 「有水小学校」が創立。庄屋役所2棟を修理の上、校舎に充当。
- 1882年（明治15年）8月 - 校舎を新築。
- 1886年（明治19年）- 小学校令施行により、尋常科（4年制）を設置の上、「尋常有水小学校」に改称。
- 1889年（明治22年）5月1日 - 町村制施行に伴い、北諸県郡1町（高城）6村（穂満坊、桜木、大井手、石山、有水、四家）の合併により、北諸県郡「高城村」が発足。
- 1892年（明治25年）- 「有水尋常小学校」に改称。
- 1903年（明治36年）11月 - 西方隅に移転。4教室などを新築。
- 1908年（明治41年）4月 - 改正小学校令により、尋常科（義務教育年限）が4年制から6年制に改められる。尋常科5年を新設。
- 1909年（明治42年）4月 - 尋常科6年を新設。
- 1913年（大正2年）4月 - 校舎を増築。運動場を拡張。
- 1920年（大正9年）4月 - 高等科（2年制）を併置の上、「有水尋常高等小学校」と改称。
- 1927年（昭和2年）2月 - 現在地に移転を完了。
- 1933年（昭和8年）4月 - 後援会が発足。
- 1934年（昭和9年）2月11日 - 町制施行により、「高城町」となる。
- 1939年（昭和14年）8月 - 校舎を増築。
- 1941年（昭和16年）4月1日 - 国民学校令施行により、「高城町有水国民学校」に改称。尋常科を初等科に改める。
- 1945年（昭和20年）4月 - 日本軍（通信隊）中隊の駐留により、南校舎を兵舎に充当。
- 1947年（昭和22年）- 学制改革が行われる（六・三制の実施）。
  - 4月1日 - 国民学校初等科は、新制小学校「高城町立高城小学校」に改組・改称。
  - 5月8日 - 国民学校高等科は、青年学校普通科とともに、新制中学校「高城町立有水中学校」に改組・改称。
- 1949年（昭和24年）
  - 1月 - 田辺分教場の設置が認可される[3]。
  - 4月 - 田辺分教場での授業を開始。1・2年複式学級、児童数20[3]。
- 1959年（昭和34年）12月 - 完全給食を開始。
- 1963年（昭和38年）
  - 4月1日 - 田辺分教場が分離の上、高城町立田辺小学校として独立。
  - 9月1日 - 校歌を制定。
- 1970年（昭和45年）3月 - 高城町給食センターによる給食を開始。
- 1972年（昭和47年）4月1日 - 高城町立田辺小学校の統合により、児童38名が編入。
- 1974年（昭和49年）
  - 3月 - 鉄筋コンクリート造2階建て新校舎（2棟）が完成。
  - 4月1日 - 高城町立有水幼稚園（2学級）を併設。
- 1975年（昭和50年）11月2日 - 創立100周年記念式典を挙行。
- 2004年（平成16年）3月31日 - 制服を廃止。
- 2006年（平成18年）
  - 1月1日 - 都城市への合併により、「都城市立有水小学校」（現校名）に改称。
  - 6月 - 見守り隊が発足。
- 2010年（平成22年）4月1日 - 都城市立四家小学校を統合。
- 2013年（平成25年）9月 - 有水おもてなし隊が発足。
- 2014年（平成26年）2月 - 有水の将来を考える会が発足。
- 2015年（平成27年）10月 - 第1回有水スポーツフェスタ（幼・小・中合同）を開催。
- 2025年（令和7年）11月16日 - 創立150周年記念式典を挙行（予定）。

旧・田辺小学校（たなべ）
- 1949年（昭和24年）
  - 1月 - 「高城町立有水小学校 田辺分教場」の設置が認可される[3]。
  - 4月 - 田辺分教場での授業を開始。当初、集落公民館を利用して授業を行う。1・2年複式学級、児童数20[3]。
  - 10月 - 2教室が完成。
- 1958年（昭和33年）2月 - 校舎を増築。
- 1963年（昭和38年）
  - 4月1日 - 高城町立有水小学校より分離の上、「高城町立田辺小学校」として独立。
  - 5月 - PTAが発足。
- 1964年（昭和39年）10月 - 校章を制定。
- 1966年（昭和41年）11月 - 給食を開始。
- 1968年（昭和43年）4月 - 高城町立四家小学校から太郎地区の児童が転入。
- 1970年（昭和45年）3月 - 高城町給食センターによる給食を開始。
- 1972年（昭和47年）
  - 3月25日 - 廃校式を挙行。
  - 3月31日 - 高城町立有水小学校へ統合により閉校。
    - 最終所在地 - 宮崎県都城市高城町有水1941番地9

旧・四家小学校（しか）
- 1872年（明治5年）から1873年（明治6年）の間 - 蓑野の東端に小屋を建て、教育を開始。
- 1880年（明治13年）頃 - 「長野小学校」と呼ばれる。
- 1896年（明治19年）- 小学校令施行により、簡易科（3年制）を設置の上、「簡易長野小学校」に改称。
- 1888年（明治21年）10月 - 校舎を新築。
- 1889年（明治22年）5月1日 - 町村制施行に伴い、北諸県郡1町（高城）6村（穂満坊、桜木、大井手、石山、有水、四家）の合併により、北諸県郡「高城村」が発足。
- 1890年（明治23年）- 尋常科を設置の上、「尋常長野小学校」に改称。
- 1892年（明治25年）- 「長野尋常小学校」に改称。
- 1899年（明治32年）9月 - 小田滝に移転を完了。
- 1906年（明治39年）11月 - 校舎を増築。
- 1908年（明治41年）4月 - 尋常科5年を新設。
- 1909年（明治42年）4月 - 「四家尋常小学校」に改称。尋常科6年を新設。
- 1911年（明治44年）4月 - 1教室を増築。
- 1915年（大正4年）4月 - 校舎を改築。
- 1934年（昭和9年）9月 - 有水尋常高等小学校から高等科が委託される。
- 1935年（昭和10年）7月 - 学事奨励会が発足。
- 1937年（昭和12年）12月 - 校舎を改築。
- 1940年（昭和15年）7月 - 高等科を併置の上、「四家尋常高等小学校」に改称。
- 1941年（昭和16年）4月1日 - 国民学校令の施行により、「高城町四家国民学校」に改称。尋常科を初等科に改める。
- 1947年（昭和22年）- 学制改革が行われる（六・三制の実施）。
  - 4月1日 - 国民学校初等科は、新制小学校「高城町立四家小学校」に改組・改称。
  - 5月8日 - 国民学校高等科は、青年学校普通科とともに、新制中学校「高城町立有水中学校 四家分校」に改組・改称。
- 1955年（昭和30年）9月 - 運動場を拡張。
- 1959年（昭和34年）2月6日 - 校歌を制定。
- 1961年（昭和36年）4月 - 完全給食（B型）を開始。高城町立四家中学校が分離・独立[4]。
- 1968年（昭和43年）
  - 3月 - 給食センター方式の給食を開始。
  - 4月 - 高城町立田辺小学校へ太郎地区の児童が転出。
- 1970年（昭和45年）11月 - プールが完成。
- 1979年（昭和54年）3月 - 鉄筋コンクリート造3階建ての新校舎が完成。
- 1984年（昭和59年）4月 - 児童数の減少により、5学級編成となる。
- 1999年（平成11年）10月 - 体育館が完成。
- 2006年（平成18年）1月1日 - 都城市への合併により、「都城市立四家小学校」に改称。
- 2009年（平成21年）4月5日 - 創立100周年記念式典を挙行。
- 2010年（平成22年）3月31日 - 都城市立有水小学校への統合により閉校。
  - 最終所在地 - 宮崎県都城市高城町四家1003番地
  - 校章 - 「カ」の文字を4つ円状に配置して校名の「四家」を表し、中央に「学」の文字を配している。
  - 校歌 - 1959年（昭和34年）制定。作詞は長嶺宏、作曲は海老原直による。歌詞は3番まであり、各番の歌詞中に校名の「四家小」が登場する。
  - 跡地の活用 - 「晨星興産アグリ事業部都城工場」として利用されている。

## 交通アクセス
最寄りの鉄道駅
- JR九州 吉都線・えびの高原線 「高崎新田駅」・「東高崎駅」

最寄りのバス停留所
- 高崎観光バス 「有水」・「星原入口」停留所

最寄りの幹線道路
- 国道10号
- 宮崎県道414号有水高原線

## 周辺
- 都城市立有水中学校
- 有水こども園
- 都城市 高城農村環境改善センター
- 有水体育館
- 有水寺